# Sigvart Johansen
Hans Sigvart Johansen (ur. 25 grudnia 1881 w Hærland, zm. 22 września 1964 w Bærum) – norweski strzelec, brązowy medalista olimpijski.

## Kariera
Brał udział w tylko jednej edycji igrzysk olimpijskich, w roku 1920, w Antwerpii. Zdobył brązowy medal w konkurencji karabin małokalibrowy, stojąc, 50 m, drużynowo. Indywidualnie był dwunasty, z wynikiem 373 punktów. Należał do klubu Oslo Sportsskyttere.